# Henry de Lesquen
Henry de Lesquen (Port-Lyautey, 1º gennaio 1949) è un funzionario e politico francese.

## Biografia
Henry de Lesquen frequenta l'École polytechnique (1968-1971), poi l'École nationale d'administration (1972-1974), ed ottiene una laurea in scienze economiche (1971).
Nel 1974, assieme ad altri ex allievi dell'ENA, fonda il Club de l'horloge. Membro del Rassemblement pour la République dal 1977 al 1985, ne esce per assumere la presidenza di questo gruppo di riflessione. Nel 2015 il Club viene rinominato «Carrefour de l'horloge».
Presiede anche Radio Courtoisie dal 2007 al 2017, data in cui il suo mandato non viene rinnovato.
Durante le elezioni presidenziali in Francia del 2017 prova a candidarsi, però si ritira a favore di François Fillon nel mese di maggio.

### Vita privata
Sposato con la pittrice dilettante Maud de Villèle, ha tre figlie e due figli.
È un discendente diretto del famoso e controverso scrittore Marchese De Sade

## Opere
- Dir. di  La Politique du vivant, Parigi, Albin Michel, 1978. (La politica del vivo).
- Qu'est-ce que la nation ?, Parigi, Club de l'horloge, 1989. (Che cos'è la nazione?).
- Le Socialisme et le péché originel, Parigi, Club de l'horloge, 1989. (Il socialismo ed il peccato originale).
- Dir. di  Penser l'antiracisme, Parigi, Godefroy de Bouillon, 1999. (Pensare l'antirazzismo).
- Le Club de l'horloge : trente années de combat pour les idées politiques, 1974-2004, Parigi, Club de l'horloge, 2004. (Il Club de l'horloge: trent'anni di lotta per le idee politiche, 1974-2004).